# Станіслав Россовський
Станіслав Россовський (пол. Stanisław Rossowski; 3 травня 1861, м. Монастириська — 26 лютого 1940, м. Варшава) — польський поет, драматург, прозаїк і журналіст і головний редактор часописів «Słowo Polskie», «Gazeta Lwowska». Почесний член Товариства польських журналістів у Львові (1925). Лауреат літературної премії міста Львова (1927). Відзначений Срібним Академічний лавром (1936).

## Життєпис
Станіслав Россовський народився 3 травня 1861 року в м. Монастириськах, центрі Монастириського повіту Королівства Галичини та Володимирії, Австрійська імперія (нині — Чортківського району Тернопільської области, Україна).
Навчався в Бучацькій цісарсько-королівській гімназії, у Кракові, 3-й міській гімназії імені Цісаря Франца-Йосифа I у Львові (1874—1875) та від 1878 року у Станиславові, де в 1880 році отримав атестат зрілості. Того ж року вступив на філософський факультет Львівського університету і після закінчення вишу був призваний на однорічну службу до австрійського війська, яку проходив у Відні. Після демобілізації з військової служби оселився у Львові в будинку на вул. Набєляка, 16 (нині — вул. Котляревського).
Професійно займався журналістикою та літературною творчістю, зокрема, писав вірші та драми. Дебютував віршами, надрукованими 1878 року в літературно-театральному часописі «Tygodniu Literackim, Artystycznym, Naukowym i Społecznym». Того ж року розпочав листування з Юзефом Крашевським, в якому просив Крашевського посприяти публікації своїх творів на шпальтах часопису. Писав про це у львівській, краківській та варшавській пресі. Россовський був надто плідним, критики підкреслювали його «феноменальну легкість написання», зокрема, публіцист Антоній Холоневський. Завдяки легкості віршування Россовський прославився як автор епізодичних творів декламованих під час різних урочистостей та рекламованих у різних видавництвах. Лише частину власних віршів опублікував у збірках поезії — «Poezje» (1886), «Poezje. Seria 2» (1892), «Tempi passati. Wiersze różne» (1892), «Psyche: poezye» (1899). Обрані вірші, що були написані після 1899 року, опублікував 1923 року у збірці «Chwile. Wybór poezyj».
Ще більше визнання дістали мініатюри та ескізи С. Россовського надруковані у збірках: «Ze ścieźek źycia. Wraźenia i obserwacje» (1891, чеський переклад — 1897), «Z teki impresjonisty» (1893), «W półceniu» (1900), «Obrazki familijne» (1903), основної тематикою цих творів було повсякденне життя простих людей. До цієї теми він повернувся, зокрема, у повісті «Moja córka» (1898).
Він був автором декількох п'єс. Першою була п'єса «Świeźe powietrze» у трьох актах прем'єра якої відбулося 1893 року у Львівській опері, основана на фоні життя пацієнтів у модній галицькій здравниці; у драматичній п'єсі «Circe» на 5 актів з прологом, введена постать античної чародійки в контексті міського життя кінця XIX століття. П'єса «Circe» отримала відзнаку на IV Конкурсі Галицького Крайового відділу у 1900 році, але до її прем'єри на театральній сцені не була допущена австрійською цензурою через погляди моралі. Фрагменти п'єси автор друкував у різних друкованих виданнях, а повна версія п'єси побачила світ у німецькому перекладі А. Зіппера лише 1905 року у Львові. Найбільшого театрального успіху досягла, основана на популярній легенді про дівчину-студентку Краківського університету — комедія утрьох актах «Nawojka», прем'єра якої відбулася у 1901 році на сцені Львівської опери з Іреною Сольською у головній ролі. Пізніше прем'єра комедії відбулася на сцені театру імені Юліуша Словацького у Кракові. А ось п'єси «Za siódmą górą, za siódmą rzeką», на біблійну тематику (прем'єра відбулася у Львівській опері 20 грудня 1901 року), «Zuzanna w kąpieli» (прем'єра відбулася у Львівській опері 30 жовтня 1903 року) та «Dymisja» (прем'єра відбулася у Львівській опері 15 січня 1904 року), не мали такого успіху, як комедія «Nawojka».
Від 1884 року підставою утримання Россовського була журналістська праця. У 1898 році Антоній Холоневський написав про Россовського, що він був «взагалом універсальним редактором: редагував часописи політичні, літературні, урядові, для дітей, для жінок і так далі». Від травня 1890 року працював у редакції львівського часопису «Dziennik Polski», у 1893—1894 роках був редактором та видавцем двотижневика «Myśl», у 1892 році був секретарем редакції перенесеного з Кракова до Львова часопису «Świat». Від 1895 року редагував часопис «Słowo Polskie» (1902 року його на цій посаді змінив Зигмунт Василевський). У липні 1897 року брав участь у конгресі журналістів, що проходив у Стокгольмі. У лютому 1903 року розпочав роботу в урядовому часописі «Gazeta Lwowska», де згодом обійняв посаду керівника політичного відділу часопису. У 1909 році очолив львівську філію офіціальної пресової агенції «Віденське кореспонденційне бюро». Від другої половини грудня 1918 року, після смерті Адама Креховецького, був редактором часопису «Gazeta Lwowska» до 1928 року (у 1919 році редагував також додаток до часопису — «Przewodnik Naukowy i Literacki»). Під час провадження журналістської праці, крім видання різних брошур, були надруковані його книги: «Wizerunki sejmowe: ludzie i sprawy: przyczynek do historii samorzadu galicyjskiego. Seria I» — 1913 року та «Lwów pod czas inwazji» (Львів під час російського вторгнення 1914—1915 років) — 1916 року.
Россовський займався також перекладами. Друкував у часописах переклади віршів німецьких поетів — Ричарда Демеля, Генріха Гейне, Альберта Гофманна, А. фон Платена, Л. Уланда та багатьох інших, а також угорського поета Шандора Петефі. Особисто видав у 1889 році переклад драми Генріка Ібсена «Наречена моря», шкіц «Про Польщу» Генріха Гейне; дві повісті Френка Геллера — «Пригоди Філіппа Колліна» (1918) та «Фінанси великого герцога» (1919), а також три драми Вільяма Шекспіра — «Зимова казка» (1895), «Цимбелін» (1897) та «Троїла та Крессіди» (1897).
Також Станіслав Россовський писав для дітей. Співпрацював з часописом «Mały Światek» (від 1889 року був фактично його видавцем), особисто оголосив про віршовані томи «Czarodziejskej ksiąźeczki», виданих у Львові 1893 року спільно з Владиславом Белзою та видав декілька ескізів для аматорських колективів. У 1902/1903 та 1903/1904 навчальних роках як заступник вчителя навчав дітей польській мові у 4-й державній гімназії м. Львова. Був також співавтором декількох підручників: 
- «Pierwsze czytania dla szkół powszechnych»: частина 1-2 — для 1—2 відділень, частина 3 — спільно з Зофією Пфауйовною (1921, Львів);
- «Pierwsze czytania dla szkół powszechnych»: частина 3 — для четвертого відділу, спільно з Яніною Поразіньською (1927, Львів).

Багато його віршованих творів увійшло до інших підручників з польської мови, зокрема, «Czytania polskie» М. Рейтера. 1929 року у Львові видав об'ємну (понад 540 сторінок) книжку для вчителів «Pan Tadeusz. Rozbiór szczegółowy». Після виходу на пенсію у 1928 році Россовський очолив літературну редакцію львівського видавництва шкільних підручників Казимира Станіслава Якубовського.
Цікавився також й музикою, склав кілька творів, написав і переклав оперні лібрето. Автор слів до пісень: «Do pracy» (автор музики Владислав Желенський), «Piosneczka z ogródka» (автора музики Ян Кароль Галл, Станіслав Нев'ядомський), «Trup armaty». Спільно з Генріком Опеньським опрацював популярну книжку «Ignacy Jan Poderewski. Zarys charakterystyki». Потім певний час займався спіритизмом та планував видавати часопис, присвячений цій тематиці.
16 травня 1925 року С. Россовському присвоїли звання почесного члена Товариства польських журналістів у Львові. 1927 року був лауреатом літературної премії міста Львова. У березні 1936 року С. Россовський відсвяткував 50-ліття своєї літературної та публіцистичної діяльності. 7 листопада 1936 року, за популяризацію польської літератури, відзначений Срібним Академічним лавром.
Близько 1936 року переїхав до сина - лікаря в Жовкві, згодом замешкав у Рибнику, пізніше у Варшаві. 
Станіслав Россовський відійшов у засвіти 26 лютого 1940 року. Похований на Повонзківському цвинтарі у Варшаві (поле 284b).

## Відзнаки, нагороди
- 1925 — звання почесного члена Товариства польських журналістів у Львові[4];
- 1927 — лауреат літературної премії міста Львова[5];
- 1936 — Срібний Академічний лавр[7].

## Творчість

### Драми
- 1893: «Świeźe powietrze».
- 1901: «Nawojka». Прем'єра відбулася у Львівській опері 12 лютого 1901 року[8].
- 1901: «Circe».
- 1901: «Za siódmą górą, za siódmą rzeką». Прем'єра відбулася у Львівській опері 20 грудня 1901 року[9].
- 1903: «Zuzanna w kąpieli». Прем'єра відбулася у Львівській опері 30 жовтня 1903 року[10]. Надрукована у Золочеві у 1905 році.
- 1904: «Dymisja». Прем'єра відбулася у Львівській опері 15 січня 1904 року[11].

### Поезія
- 1886: «Poezje». — Lwów: Gubrynowicz i Schmidt, 1886. — 128 s.
- 1892: «Poezje. Seria 2». — Lwów: H. Altenberg, 1892.
- 1892: «Tempi passati. Wiersze różne». — Lwów: H. Altenberg, 1892. — 80 s.
- 1899: «Psyche: poezye». — Lwów: nakł. Księgarni Gubrynowicza i Schmidta, 1899.
- 1923: «Chwile. Wybór poezyj». — Lwów, Nakładem autora, 1923.

### Новелістика, проза
- 1892: «Ze ścieżek życia: wrażenia i obserwacje». — Lwów: Seyfarth i Czajkowski, 1892. — 246 s.
- 1893: «Z teki impresjonisty». — Lwów: Księgarnia Jakubowskiego i Zadurowicza, 1893. — 260 s.
- 1898: «Moja córka». — Lwów: H. Altenberg, 1898. — 181 s.
- 1898: «Kréska na Matyska». — Lwów: K. S. Jakubowski, 1898. — 2 s.
- 1899: «W półcieniu: nowy poczet szkiców i obrazków». — Lwów: Księgarnia Polska, 1899. — 254 s.
- 1900: «Lili: trzy opowiadania». — Lwów: Tow. im. Piotra Skargi, 1900. — 99 s.
- 1903: «Obrazki familijne». — Lwów: W. Zukerkandel, 1903.

### Журналістика, навчальні роботи
- 1903: «Wizerunki sejmowe: ludzie i sprawy. Przyczynek do historyi samorządu galicyjskiego». — Lwów: Zygmunt Hałaciński, 1903. — 102 s.
- 1911: «Ignacy Jan Paderewski. Zarys charakterystyki». — Lwów, Warszawa, 1911. — 102 s. (співавтор — Генрик Опєньський).
- 1916: «Piąty listopada: rzecz wydana wskutek uchwały miejscowego komitetu obywatelskiego, zapadłej dnia 7 listopada 1916 na uroczystem w sali ratuszowej zebraniu». — Lwów: Komitet Obywatelski, 1916. — 55 s.
- 1916: «Lwów podczas inwazyi». — Lwów: H. Altenberg, G. Seyfarth, E. Wende, 1916. — 269 s.
- 1920: «Trzeci Maja». — Lwów: Uniwersytet Żołnierski. Dowództwo Okręgu Etapowego Tarnopol, 1920. — 15 s. (співавтор — Марія Конопницька).
- 1925: «Lwów: z 19 ilustracjami». — Warszawa: Biblioteka Polska, 1925. — 47 s.
- 1925: «Ku czci nieznanego żołnierza». — Lwów: Nakładem Komitetu Obywatelskiego, 1925. — 20 s.
- 1926: «Żołnierskie to i owo». — Lwów: Referat Oświaty Komendy Miasta, 1926. — 79 s.
- 1929: «W starej szkole nowy duch: szkic w 1. akcie wierszem dla młodzieży». — Kołomyja: Notatki Wychowawcze, 1929. — 16 s.
- 1929: «Pan Tadeusz. Rozbiór szczegółowy». — Lwów: K. S. Jakubowski, 1929. — 543 s.
- 1930: «Dzień krwi i chwały: obrazek sceniczny w 1-nej odsłonie». — Miejsce Piastowe: Wydawnictwo Towarzystwa Św. Michała Archanioła, 1930. — 39 s.
- 1931: «Kropiciel i Brzytwa w wojsku narodowem. Gawęda sceniczna w 3 aktach». — Miejsce Piastowe: Wydawnictwo Towarzystwa Św. Michała Archanioła, 1931. — 108 s.

### Пісні
- 1898: «Kantata ku czci Adama Mickiewicza» (спільно з Мар'яном Сігньо; Lwów: Gubrynowicz i Schmidt, 1898).
- «Hymn» (спільно з Феліксом Нововєйським, Юзефом Жичковським).
- 1900: «Piosneczka z ogródka: op. 10» (спільно з Яном Каролем Галлом; Kraków: Stanisław Krzyżanowski, 1900).
- 1909: «Jemu co jak płomienny słup: kantata ku czci Juliusza Słowackiego» (спільно з Яном Каролем Галлом; Kraków: Stanisław Krzyżanowski, 1909).
- 1912: «Hymn na cześć Piotra Skargi» (спільно з Рудольфом Нововєйським; Brody: Księgarnia Feliksa Westa, 1912).
- «Fiołek», «Piosnka z ogródka», «Rezeda» (у збірці Станіслава Нев'ядомського «Pieśni i piosnki»; Lwów: K. S. Jakubowski).
- 1925: «Pięć piosnek na dwa głosy z towarzyszeniem fortepianu pomieszczonych w podręczniku p. t. Pierwsze czytania» (спільно з Станіславом Нев'ядомським, Яніною Поразіньською; Lwów: K. S. Jakubowski, 1925).
- 1936: «Dwie pieśni: na chór męski» (спільно з Яном Каролем Галлом; Warszawa: Feliks Grąbczewski, 1936).

### Переклади
Россовський самостійно досконало оволодів багатьма мовами. Йому належать численні переклади польською мовою видатних творів світової літератури, зокрема:
- 1889: «Наречена моря. Драма в 5 діях» Генріка Ібсена (Warszawa: Przegląd Tygodniowy, 1889).
- 1893: «Книга роздумів про духовне зміцнення християнських сімей з праці Г. Чокке „Години відданості” (вибір і переклад)» Генріха Чокке (Lwów: Założyciel Schroniska R. Domsa, 1893).
- 1895: «Зимова казка» Вільяма Шекспіра.
- 1897: «Цимбелін» Вільяма Шекспіра.
- 1897: «Троїла та Крессіди» Вільяма Шекспіра (1897)[12].
- 1901: «Манру»: опера у трьох актах з музикою Ігнація Падеревського; слова Альфреда Носсіга; переклад польською мовою Станіслава Россовського (Lwów: Drukarnia «Słowa Polskiego», 1901. — 120 s.).
- 1913: «Про Польщу» Генріха Гейне (Lwów, Złoczów: Księg. W. Zukerkandel, 1913).

## Родина
1890 року одружився з Бертою Пфістерер. У шлюбі народилося п'ятеро дітей. Брат — відомий польський художник Владислав Россовський (1857—1923).